# Игнатьев, Александр Михайлович (изобретатель)
Александр Михайлович Игнатьев (1 [13] ноября 1879 — 27 марта 1936) — русский революционер-большевик, советский дипломат и изобретатель.

## Биография
Родился в Санкт-Петербурге в семье ветеринарного врача.
Отец — Михаил Александрович Игнатьев (1850—1919) — крупный петербургский ветеринарный врач, выходец из крестьян, впоследствии получивший чин действительного статского советника и потомственное дворянство.
Мать — Аделаида Федоровна — (ум. в 1904) происходила из дворянского рода Казимирских. Вторая жена М. А. Игнатьева — П. П. Александрова-Игнатьева.
Александр Игнатьев окончил петербургскую 10-ю классическую гимназию. Уже в старших классах он стал посещать студенческие собрания, читать и распространять нелегальную литературу.
До 1905 года учился на физико-математическом факультете Петербургского университета.
9 января 1905 года во время разгона шествия рабочих Игнатьев был легко ранен шашкой.
В начале 1906 года по приглашению Н. Е. Буренина он вступает в боевую техническую группу большевиков. В Ахи-Ярви, имении его родителей, расположенном в Финляндии недалеко от русской границы, были устроены перевалочная база и склад оружия, динамита, бомб, транспортировавшихся большевиками из-за границы. В январе 1907 года Игнатьев становится главным организатором боевой технической группы. При ликвидации боевой технической группы в 1908 году оружие было спрятано, в частности, в тайниках в окрестностях дома Игнатьевых в Ахи-Ярви.
А. М. Игнатьев принял участие в операции по изъятию большевиками наследства Шмита. Покойный просил передать своё имущество социал-демократам. Наследницами по закону были сестры Н. П. Шмита Екатерина и Елизавета. Хотя они и согласились передать наследство большевикам, но чтобы преодолеть юридические препятствия, было решено фиктивно выдать их замуж за большевиков, которые смогли бы затем распоряжаться их средствами. Ситуация осложнялась тем, что Елизавета Шмит была фактически замужем за большевиком В. К. Таратутой, который жил на нелегальном положении после побега из ссылки, и зарегистрировать брак не мог. Поскольку Игнатьев не был ни в розыске, ни под надзором, и, кроме того, был дворянином, брак с богатой купчихой не вызывал подозрений. Бракосочетание состоялось в октябре 1908 года в парижской русской посольской церкви, а затем полученное наследство было передано партии. Вскоре после этого был организован бракоразводный процесс, по итогам которого на Игнатьева, как на виновную сторону, решение духовной консистории была возложена «церковная эпитемья и семилетнее безбрачие».
До 1910 г. Игнатьев живёт за границей, примыкает к отзовистам. В 1910 г. состоялся партийный суд по обвинению Виктора Таратуты в провокации. Обвинения поддержало несколько большевиков и, в частности, Игнатьев. Однако суд не признал подозрения обоснованными.
После возвращения в Петербург, в сентябре 1911 г. Игнатьев был арестован в связи с делом московских боевых организаций РСДРП, но через три месяца его освободили за недостатком улик.
Перед Первой мировой войной Игнатьев окончил курс Петербургского университета, но не успел сдать экзамены и получить диплом, поскольку был мобилизован. Служил в артиллерии. Появление у противника боевой авиации потребовало создания специальных приспособлений для стрельбы по воздушным целям. В Игнатьев сконструировал и испытал в боевых условиях специальный прибор для ведения огня по аэропланам.
Во время Февральской революции был в отпуске в Петербурге, затем возвращается на фронт, где его избирают в полковой комитет и редактором газеты «Голос Особой армии». После демобилизации Игнатьев занимается усовершенствованием своего прицельного приспособления. Известен эпизод, когда 18 июня 1920 года он с успехом демонстрировал свой прибор Ленину и Горькому в Главном артиллерийском управлении.
В 1921—1925 гг. был торгпредом СССР в Финляндии. Под началом Игнатьева в торгпредстве служило несколько бывших участников боевой технической группы.
Одновременно с дипломатической работой М. А. Игнатьев занимается изобретательством. Он разрабатывает самозатачивающийся режущий инструмент, рабочая часть которого состояла из нескольких металлических слоёв разной твёрдости. Идею инструмента Игнатьев нашёл, изучая строение зубов грызунов.
По возвращении в Москву Игнатьев в 1926 году получает советский патент на самозатачивающиеся резцы.
В 1925—1929 гг. работал в советском торгпредстве в Берлине в качестве консультанта Металлоимпорта. В эти годы на собственные средства, полученные от продажи имения в Ахи-Ярви, Игнатьев создал лабораторию, в которой усовершенствовал свой самозатачивающийся режущий инструмент. Получил патенты шести зарубежных стран. Создал специальную установку для сварки многослойного инструмента под давлением
В 1929 году перевёз свою лабораторию в Москву, где им была организована Государственная союзная научно-исследовательская лаборатория режущих инструментов и электросварки. После смерти Игнатьева лаборатории было присвоено его имя (ЛАРИГ). В 1943 году на базе лаборатории Игнатьева был создан институт ВНИИИнструмент.